# 波川清宗

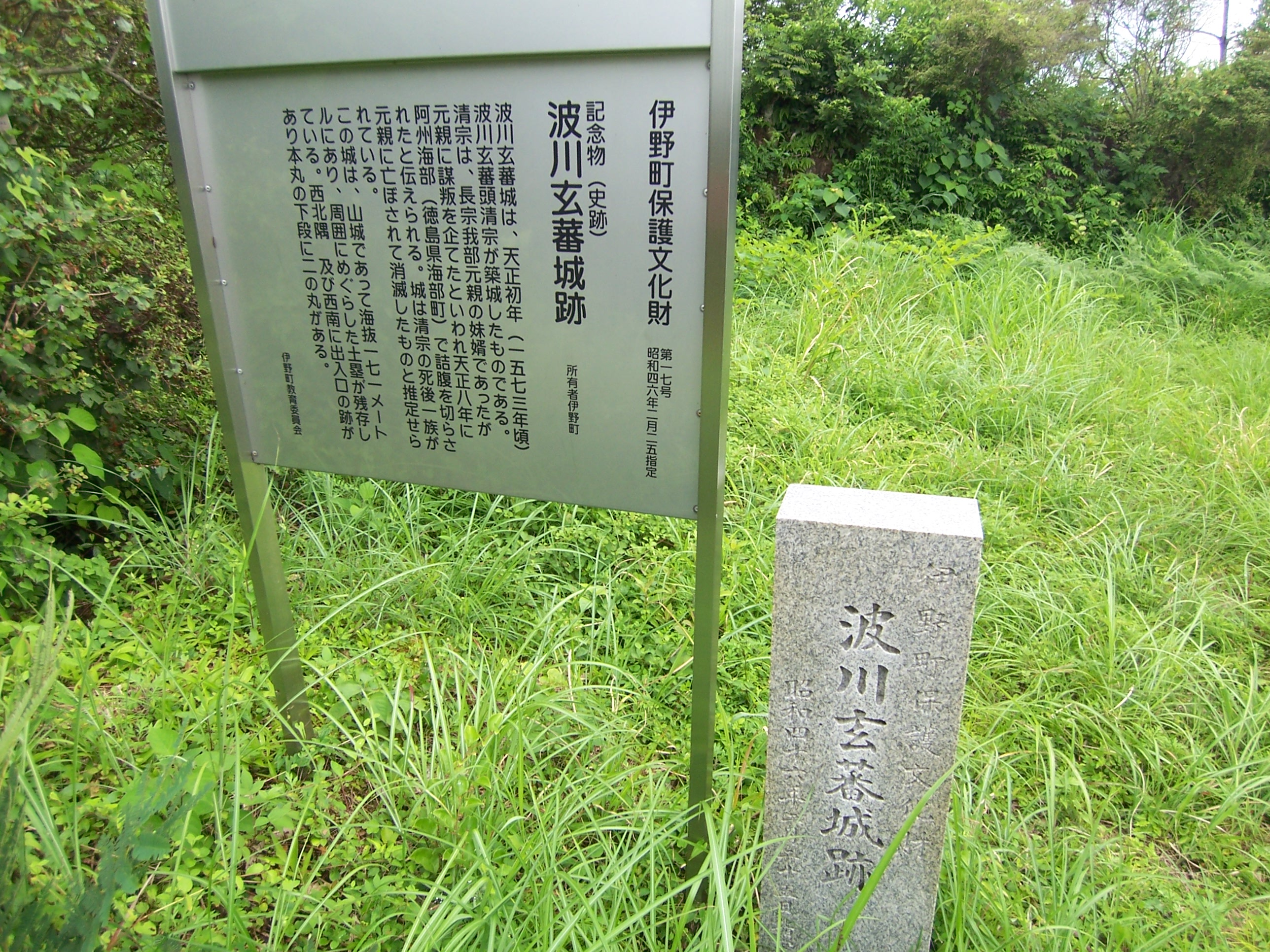
清宗が築城したいの町の波川玄蕃城跡。土塁を残すのみ。

波川 清宗（はかわ きよむね）は、戦国時代から安土桃山時代にかけての武将。長宗我部氏の家臣。

## 生涯
波川氏は蘇我氏の末裔とされる。土佐国高岡郡（現在は吾川郡）の波川城主で、長宗我部国親に側近として仕えた。一条兼定を滅ぼした功で、国親の娘（長宗我部元親の妹）を正室に迎え入れ一門衆となる。その後も、国親の子・元親の四国統一に貢献して、幡多郡山路城主となった。
しかし、伊予国で河野氏から寝返ってきた大野直之を援護するために派兵された際に、河野氏の援軍に訪れた小早川隆景と独断で和睦を結び、直之を見捨てて退却するなど失態を犯したため、蟄居させられる。その不満から天正8年（1580年）に反乱の企みが露見、清宗は剃髪し阿波国海部へ逃れたが元親の命を受けた香宗我部親泰により自刃に追い込まれ、抵抗した一族郎党は悉く戦死した。
清宗の嫡子・弥次郎は奮戦し自刃、次男・虎王（10歳）は逃げようとした際に溺死、・三男・千味（正室の子）は母と共に逃亡するも夭折。側室の子は伊予に逃亡した後に帰国、町田助左衛門と名を変えている。清宗の一子・清久は殺されずに、波川氏は幕末まで続いた。